# Lesley Brook
Lesley Brook (Londres, 18 de fevereiro de 1917 – 7 de fevereiro de 2009) foi uma atriz de cinema britânica.

## Filmografia selecionada
- The Vulture (1937)
- The Man Who Made Diamonds (1937)
- The Viper (1938)
- The Dark Stairway (1938)
- Night Alone (1938)
- The Nursemaid Who Disappeared (1939)
- The Bells Go Down (1939)
- Variety Jubilee (1943)
- When We Are Married (1943)
- For You Alone (1945)
- The Trojan Brothers (1946)
- The Fool and the Princess (1948)